# Kup Jugoslavije u ragbiju
Jugoslavenski kup u ragbiju se održavao između 1958. i 1991. godine

## Popis pobjednika

### Ragbi XIII (rugby league)
- 1958. Jedinstvo Pančevo
- 1959. Mladost Zagreb
- 1960. Jedinstvo Pančevo
- 1961. Mladost Zagreb
- 1962. Mladost Zagreb
- 1963. nije završeno

### Ragbi XV (rugby union)
- 1964. Nada Split
- 1965. Brodarac Beograd
- 1966. nije održano

### Ragbi VIII
- 1967. Mladost Zagreb
- 1968. Nada Split

### Ragbi XV (rugby union)
- 1969. Nada Split
- 1970. Nada Split
- 1971. Brodarac Beograd
- 1972. Nada Split
- 1973. Dinamo Pančevo
- 1974. Zagreb
- 1975. Dinamo Pančevo
- 1976. Nada Split
- 1977. Dinamo Pančevo
- 1978. Dinamo Pančevo
- 1979. Dinamo Pančevo
- 1980. Zagreb
- 1981. Zagreb
- 1982. Nada Split
- 1983. Čelik Zenica
- 1984. Nada Split
- 1985. Čelik Zenica
- 1986. Koloy's Ljubljana
- 1987. Čelik Zenica
- 1988. Čelik Zenica
- 1989. Nada Split
- 1990. Čelik Zenica
- 1991. Čelik Zenica

## Poveznice
- Prvenstvo Jugoslavije u ragbiju